# Baby Jake
Baby Jake (2011-2012) – brytyjski serial z połączeniem animacji i gry aktorskiej przeznaczony dla dzieci w wieku przedszkolnym.
W Polsce serial pokazywany jest w stacji CBeebies, począwszy od 7 listopada 2011 roku.

## Obsada
- Adamo Bertacchi-Morroni – Baby Jake[1]
- Franco Bertacchi-Morroni – Isaac (aktor)
- Kaizer Akhtar – Isaac (głos)
- Richard Upton – Baby Jake's father

## Opis
Malutki Jake mieszka w wiatraku z rodzicami i dziewięciorgiem rodzeństwa. Jego życie pełne jest niespodzianek i przygód.

## Wersja polska
W roli głównej wystąpił:
- Łukasz Rolak – Issac

Nagrania i realizacja dźwięku: Grzegorz Sikora (odc. 1-26)
Dialogi: Barbara Gieburowska
Reżyseria: Karolina Kinder
Kierownictwo produkcji: Paweł Żwan
Opracowanie wersji polskiej: Studio Tercja Gdańsk
Lektor tyłówki: Tomasz Przysiężny